# فاني كرادوك
فيليس نان سورتان فيشي (بالإنجليزية: Phyllis Nan Sortain Pechey)-
(26 فبراير 1909 - 27 ديسمبر 1994)، المعروف باسم فاني كرادوك، كانت ناقدًة للمطاعم الإنجليزية وشيفًا شهيرًا تظهر في التلفزيون وكانت وصفاتها تظهر كثيرًا على شاشات التلفزيون وفي عروض الطبخ. تزوجتكراودك أربع مرات.

## حياتها
بعد أن غادرت تشابمان، بدأت كرادوك السنوات العشر القادمة من حياتها بالعيش في لندن في حالة من العوز، كانت تبيع منتجات التنظيف. ثم عملت في متجر لملابس الخياطة. في النهاية وصل بها قدرها إلى العمل في المطاعم المختلفة وقد تعرفت على مؤلفات أوغسطين أوسكوفير التي كانت نقلة نوعية لها. كتبت لاحقاً بشغف عن التغيير من خدمة à française إلى خدمة à la russe (كانت نقلة بطريقة تقديم الطعام من تقديم الطعام لدفع واحدة إلى تقديمه عبر كورسات مرتبة وهنا كانت نقلة من المطبخ القديم الغير منظم إلى عمل أكثر تنظيمي ورقي وهذا كان أحد ثورات أوغسطين أوسكوفير في مجال الطبخ والخدمة بالتحديد) وأشادت بأوسكوفير كمنقذ للطبخ البريطاني.
بدأت فاني كرادوك هي وزوجها جوني بكتابة عمود تحت اسم "Bon Viveur" في صحيفة الديلي تلغراف البريطانية في الفترة من 1950 إلى 1955. وهذا ما دفع الزوجان لتحويل المسارح إلى مطاعم حيث قاموا بطهو أطباقًا كثيرة وتقديمها للجمهور هناك. أصبحوا معروفين بطبق الديك الرومي المحشي.

## روابط خارجية
- فاني كرادوك على موقع IMDb (الإنجليزية)
- فاني كرادوك على موقع قاعدة بيانات الفيلم (الإنجليزية)